# Michael J. Reynolds
Pour les articles homonymes, voir Reynolds.
Michael J. Reynolds, né le 15 août 1939 à Toronto dans la province de l'Ontario au Canada et mort le 22 mars 2018 est un acteur canadien.

## Filmographie  sélective

### Cinéma
- 1971 : Reincarnation de Don Haldane : David Payne
- 1972 : The Discoverers de René Bonnière : Dr Frederick Banting
- 1977 : Age of Innocence de Alan Bridges : Helmut
- 1977 : Pitié pour le prof de Silvio Narizzano : Bert Field
- 1979 : Plague de Ed Hunt : Dr. Dave McKay
- 1979 : Fish Hawk de Donald Shebib : Mr. Gideon
- 1979 : Le Secret de la banquise de Don Sharp : Heyter
- 1979 : Wild Horse Hank de Eric Till : Rankin
- 1980 : L'Enlèvement du président de George Mendeluk : MacKenzie
- 1982 : Terreur à l'hôpital central de Jean-Claude Lord : Porter Halstrom
- 1983 : Running Brave de D.S. Everett  et Donald Shebib : Roger Douglas, Insurance Executive
- 1984 : Louisiane de Philippe de Broca : Général Bank
- 1984 : Police Academy de Hugh Wilson : Office Executive
- 1987 : La Rue de Jerry Schatzberg : Art Sheffield
- 1987 : Too Outrageous! de Richard Benner
- 1987 : Blue Monkey de William Fruet : Albert Hooper
- 1987 : Rolling Vengeance de Steven Hilliard Stern : Lt. Sly Sullivan
- 1987 : Deep Sea Conspiracy de Michael Brun : Dr Cambridge
- 1988 : Gorilles dans la brume de Michael Apted : Howard Dowd
- 1988 : L'Aigle de fer 2 de Sidney J. Furie : Secretary
- 1988 : The Big Turnaround (it) de Joe Cranston : Monk
- 1989 : Millenium de Michael Anderson : Jerry Bannister
- 1991 : La Vengeance du loup de Ryszard Bugajski : Hunter
- 1994 : Tafelspitz de Xaver Schwarzenberger : M. Nicholson
- 1994 : Blown Away de Stephen Hopkins : Wedding Band
- 1996 : L'Envolée sauvage de Carroll Ballard : Général Hadfield
- 1996 : Mesure d'urgence de Michael Apted : Juge
- 1996 : Voies de fait de Noel Nosseck : Brian Coulter
- 1997 : C'est ça l'amour ? de Carl Reiner : Le sénateur Marks
- 1998 : Les filles font la loi de Sarah Kernochan : M. Armstrong
- 2001 : L'Ascenseur : Niveau 2 (Down) de Dick Maas : Président
- 2001 : Le 51e État de Ronny Yu : M. Escobar
- 2003 : Ultime Vengeance de Michael Oblowitz : Dean
- 2004 : Blessed (en) de Simon Fellows : Dr Lehman
- 2005 : La Vérité nue de Atom Egoyan : John Hillman
- 2006 : Vol 93 de Paul Greengrass : Patrick Joseph Driscoll
- 2006 : Vision des ténèbres (titre original : Dark Corners) de Ray Gower : Dr. Richardson
- 2007 : The Walker de Paul Schrader : Ethan Withal
- 2008 : Freakdog de Paddy Breathnach : Dr Stegman
- 2009 : The Descent 2 de Jon Harris : Ed Oswald
- 2010 : Donne-moi ta main de Anand Tucker : Jerome
- 2013 : Charlie Countryman de Fredrik Bond : Médecin

### Télévision

#### Séries télévisées
- 1974 : The National Dream: Building the Impossible Railway : Andrew Onderdonk
- 1977 : Search and Rescue : Dr. Bob Donell
- 1983 : Le Vagabond : Les Chiens De Course (Born To Run)  (saison 5 épisode 6) : Philip
- 1984 : Empire Inc. : Pilote de la série (saison 1 épisode 1) : Chip Chisholm
- 1985 : Kane and Abel : saison 1 épisode 2 : John Preston
- 1986 : Spearfield's Daughter : Court Chairman
- 1987 : Seeing Things : Here's Looking at You (saison 6 épisode 1) : Philippe
- 1987 : My Pet Monster : Boogie Board Blues (saison 1 épisode 3) : Dr. Lewis
- 1987 : Captain Power et les soldats du futur : L'unité oubliée (The Abyss) (saison 1 épisode 3) : Briggs
- 1988 : Alfred Hitchcock présente : Murder Party (saison 3 épisode 11) :Potter
- 1988 : Les Orages de la guerre
- 1988 : Street Legal (en) : Equal Partners (saison 3 épisode 10) : Judge Boone
- 1989 : Rintintin junior : Freeze (saison 2 épisode 1)
- 1989 : La Cinquième Dimension : L'Équation de la mort (saison 3 épisode 16) : Commander Delhart
- 1991 : Un privé sous les tropiques : La Fugue (Runaway) (saison 2 épisode 8) : Harold Paige
- 1993 : Force de frappe : Clearcut (saison 3 épisode 14) : Gouverneur Donnely
- 1993 : Matrix  : To Err Is Human (saison 1 épisode 2) : Ned Hopper
- 1994 : Un tandem de choc : Pilote de la série : Senior Official
- 1994 : Kung Fu, la légende continue : Le Départ (Retribution) (saison 2 épisode 22)
- 1996 : Haute finance (titre original : Traders) : Options (saison 1 épisode 1)
- 1996 : Haute finance (titre original : Traders) : Sharper Than a Serpent's Tooth (saison 1 épisode 11)
- 1997 : La Femme Nikita : L'innocent (Innocent) (saison 1 épisode 12) : Général
- 1997 : Psi Factor, chroniques du paranormal : Retour vers le néant (Devolution) (saison 2 épisode 6) : Edward Baines
- 1998 : Invasion planète Terre : L'Ordre et la loi  (Law & Order) (saison 1 épisode 18) : Président Thompson
- 2000 : My Hero : Mission Impossible (saison 1 épisode 3) : Doc
- 2000 : Perfect World : Parents (saison 1 épisode 1) : Michael Hudson
- 2002 : Lexx : ApocaLexx Now (saison 4 épisode 20) : Colonel Donald K. Gore
- 2005 : Days That Shook the World  : Hiroshima (saison 1 épisode 4) : Général J. T. Farrell
- 2008 : World War Two - Behind Closed Doors : Unlikely Friends (saison 1 épisode 1) : Le général George C. Marshall
- 2008 : World War Two - Behind Closed Doors : Cracks in the Alliance (saison 1 épisode 2) : Le général George C. Marshall
- 2008 : World War Two - Behind Closed Doors : Dividing the World (saison 1 épisode 3) : Le général George C. Marshall
- 2012 : The Other Wife : Mine Foreman
- 2013 : De Prooi : (saison 1 épisodes 2 et 3) : Arthur Martinez

#### Téléfilms
- 1977 : Flight to Holocaust de Bernard L. Kowalski: Elevator Rescue Worker
- 1977 : The War Between the Tates de Lee Philips : Chuck
- 1977 : The Fighting Men de Donald Shebib : Major Burns
- 1980 : F.D.R.: The Last Year de Anthony Page
- 1981 : Otages à Téhéran de Lamont Johnson
- 1983 : Between Friends de Lou Antonio : Kevin Sullivan
- 1983 : A Case of Libel de Eric Till
- 1984 : A Matter of Sex de Lee Grant : Jennings
- 1984 : Heartsounds de Glenn Jordan : Dr Roberts
- 1984 : Charlie Grant's War de Martin Lavut : Blair
- 1986 : Doing Life de Gene Reynolds : Parole Bd. Member
- 1986 : Unnatural Causesde Lamont Johnson : The Major
- 1986 : The Truth About Alex de Paul Shapiro : Major Stevens
- 1987 : Walking on Air de Ed Kaplan : M. McDowell
- 1987 : Détective de mère en fille de John Llewellyn Moxey : Commander
- 1988 : No Blame de Danièle J. Suissa : Sam
- 1988 : Betrayal of Silence de Jeff Woolnough : Barrington
- 1989 : Day One de Joseph Sargent : Kenneth Bainbridge
- 1989 : Désolé, l'assassin est toujours occupé de Tony Wharmby : Henry
- 1990 : Les Derniers jours de bonheur de John Erman : Wisnovsky
- 1992 : Jeux d'influence (en) (Teamster Boss: The Jackie Presser Story) de Alastair Reid : Brock
- 1992 : Illusion fatale (titre original : Deadly Matrimony) de John Korty : Judge Zagel
- 1993 : Désigné coupable (Trial & Error)  de Mark Sobel : Le Gouverneur Nelson
- 1994 : La Brèche (titre original : The Lifeforce Experiment) de Piers Haggard : Jack Aspect
- 1994 : Lives of Girls & Women de Ronald Wilson : Baptist Preacher
- 1995 : Almost Golden: The Jessica Savitch Story de Peter Werner : Ken Green
- 1995 : Net Worth de Jerry Ciccoritti : Clarence Campbell
- 1996 : Le choix du désespoir de Michael Scott : Père de Jim
- 1996 : The Morrison Murders: Based on a True Story de Chris Thomson : Juge
- 1997 : Mary Higgins Clark: Ce que vivent les roses (titre original : Let Me Call You Sweetheart) de Bill Corcoran : Juge
- 1997 : Ms. Scrooge de John Korty : Ghost of Christmas Past
- 1998 : My Own Country de Mira Nair : Le père du jeune homme
- 1998 : The Fixer de Charles Robert Carner : Dr Scharber
- 1998 : L'Ombre de mon père (titre original : My Father's Shadow: The Sam Sheppard Story) de Peter Levin : Juge Suster
- 1999 : Erreur judiciaire: l'histoire de David Milgaard (titre original : Milgaard) de Stephen Williams : Bob Caldwell
- 1999 : Cruelle justice de Gregory Goodell : Andrew Callihan
- 1999 : Mission d'élite de Tim Matheson : Amiral
- 1999 : Un amour secret de Bobby Roth : Charles Stewart
- 2009 : Mission Apollo 11, les premiers pas sur la Lune (titre original : Moonshot) de Richard Dale : Gene Aldrin
- 2013 : La Malédiction d'Edgar de Marc Dugain : Joe Kennedy